# Laurent Le Blanc
Laurent Le Blanc, écuyer, seigneur de Choisy-sur-Seine, de La Vallière, de La Roche-Lopin, du Plessis-Girard, du Puy et de Villiers, fut maire de Tours de 1558 à 1559. 

## Biographie
Laurent II Le Blanc est le fils d'Hugues Le Blanc, seigneur de Choisy et de Thiais, procureur au Châtelet de Paris, et de Charlotte Mariette.
Bailli de Bourbon-Lancy en 1532, élu pour le Roi sur le fait des Aides et Tailles dans l'élection du Maine, conseiller du Roi, comptable de Bordeaux, maître d'hôtel de la reine Éléonore d'Autriche, il est maire de Tours de 1558 à 1559.
Propriétaire de l'hôtel de la Crouzille à Tours, il acquiert la seigneurie et le château de La Vallière le 5 septembre 1542.
Marié avec Marie Testu, fille de Méry Testu, seigneur de Belair, de La Vrillaye et de Vaugenais, receveur des aides et tailles de Saintonge, et petite-fille du maire Guillaume Mesnagier, il est le père du maire Jean Le Blanc, le grand-père des maires Jean Le Blanc et Pierre Le Blanc, et l'ancêtre de Gilles de La Baume Le Blanc de La Vallière et de Louise de La Vallière.
Il teste le 30 mai 1582.